# Scott County (Indiana)
Scott County ist ein County im Bundesstaat Indiana der Vereinigten Staaten. Der Verwaltungssitz (County Seat) ist Scottsburg.

## Geographie
Das County liegt im Süden von Indiana, ist etwa 30 km von Kentucky entfernt und hat eine Fläche von 499 Quadratkilometern, wovon sechs Quadratkilometer Wasserfläche sind. Es grenzt im Uhrzeigersinn an folgende Countys: Jennings County, Jefferson County, Clark County, Washington County und Jackson County.

## Geschichte
Scott County wurde am 12. Januar 1820 aus Teilen des Clark County, Jefferson County und des Jennings County gebildet. Benannt wurde es nach Charles Scott, einem General im Amerikanischen Unabhängigkeitskrieg.
3 Bauwerke und Stätten des Countys sind im National Register of Historic Places eingetragen (Stand 4. September 2017).

## Demografische Daten

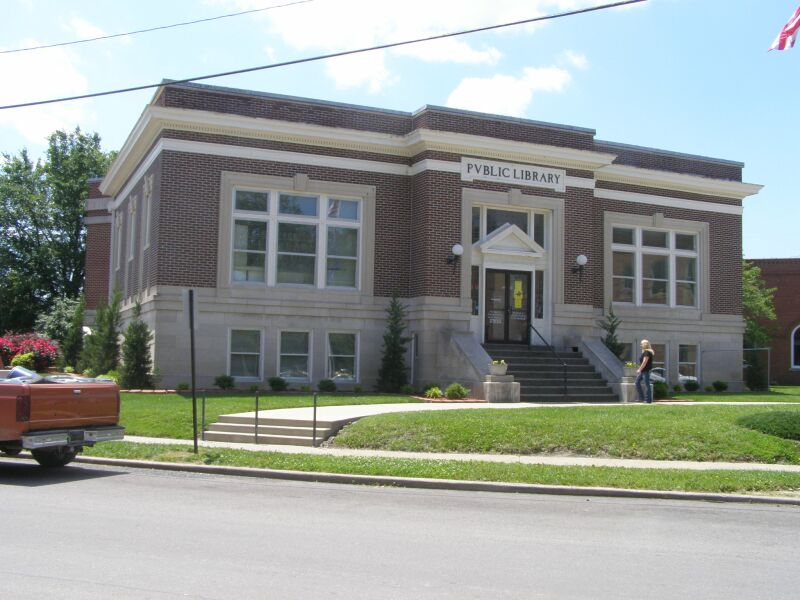
Öffentliche Bibliothek

Nach der Volkszählung im Jahr 2000 lebten im Scott County 22.960 Menschen in 8832 Haushalten und 6491 Familien. Die Bevölkerungsdichte betrug 47 Einwohner pro Quadratkilometer. Ethnisch betrachtet setzte sich die Bevölkerung zusammen aus 98,64 Prozent Weißen, 0,05 Prozent Afroamerikanern, 0,16 Prozent amerikanischen Ureinwohnern, 0,18 Prozent Asiaten und 0,43 Prozent aus anderen ethnischen Gruppen; 0,54 Prozent stammten von zwei oder mehr Ethnien ab. 0,97 Prozent der Bevölkerung waren spanischer oder lateinamerikanischer Abstammung.
Von den 8832 Haushalten hatten 35,0 Prozent Kinder unter 18 Jahre, die mit ihnen im Haushalt lebten. 57,6 Prozent waren verheiratete, zusammenlebende Paare, 11,3 Prozent waren allein erziehende Mütter und 26,5 Prozent waren keine Familien. 22,5 Prozent waren Singlehaushalte und in 8,9 Prozent lebten Menschen mit 65 Jahren oder darüber. Die Durchschnittshaushaltsgröße betrug 2,58 und die durchschnittliche Familiengröße lag bei 2,99 Personen.
26,3 Prozent der Bevölkerung waren unter 18 Jahre alt, 9,2 Prozent zwischen 18 und 24, 30,3 Prozent zwischen 25 und 44 Jahre. 23,2 Prozent zwischen 45 und 64 und 11,1 Prozent waren 65 Jahre alt oder älter. Das Durchschnittsalter betrug 35 Jahre. Auf 100 weibliche Personen kamen 98,6 männliche Personen. Auf 100 Frauen im Alter von 18 Jahren und darüber kamen 95,6 Männer.
Das jährliche Durchschnittseinkommen eines Haushalts betrug 34.656 USD, das Durchschnittseinkommen der Familien 39.475 USD. Männer hatten ein Durchschnittseinkommen von 30.954 USD, Frauen 22.464 USD. Das Prokopfeinkommen betrug 16.065 USD. 10,5 Prozent der Familien und 13,1 Prozent der Bevölkerung lebten unterhalb der Armutsgrenze.

## Orte im County
- Albion
- Austin
- Blocher
- Goshen
- Leota
- Lexington
- Nabb
- New Frankfort
- Scottsburg
- Vienna
- Wooster

Townships
- Finley Township
- Jennings Township
- Johnson Township
- Lexington Township
- Vienna Township